# Édouard Dolléans
Édouard Dolléans (nascut el 1877 a Saint-Fargeau-Ponthierry, mort el 1954 a Villeblevin) va ser un historiador francès especialitzat en la classe obrera, així com polític d'esquerres dins del Front Popular abans de la Segona Guerra Mundial. Va ser un dels col·laboradors més destacats de la Revue d'économie politique, així com l'autor d'una història del moviment obrer en tres volums (1948-1963), dividida en tres volums i que abasten els anys que van de 1830 a 1953.

## Vida i obra
Llicenciat en dret, va ser també treballador en fàbriques i foneries de zinc a la Vieille Montagne, a Kelmis (Bèlgica). Va ser membre de la redacció de La Révolution prolétarienne, que s'oposava en la participació a la Primera Guerra Mundial i no estava d'acord amb allò que anomenaven la "bolxevització" del Partit Comunista Francès i de l'Internacional Comunista. La seva influència principal al llarg de tota la seva vida va ser Proudhon, i el sindicalisme revoluciuonari d'abans de 1914. De jove va ser amic de Charles Péguy i Henri Bergson.
Especialitzat en qüestions econòmiques, a més de la seva tasca com a historiador fou membre de la secretaria d'estat d'esports i espectacles dirigida per Léo Lagrange durant el govern del Front Popular el 1936, així com cap de gabinet del sots-secretari d'estat de treball, Philippe Serre, el 1937, quan el govern ja feia fallida. Una de les seves primeres obres, Le Comptabilisme, ha estat considerada per l'economista Charles Rist com un precedent de les teories keynesianes. També va ser fundador de la col·lecció Masses et militants d'Éditions Ouvrières.
Sent a l'època professor a la facultat de dret de la Universitat de París, coonjuntament amb Georges Bourgin i Jean Maitron, el 1948, va ser un dels artífexs de l'Institut français d'histoire sociale, ens del qual va ser vicepresident. Mort el 2 de setembre de l'any 1954 a causa d'una crisi cardíaca, fou enterrat al cementiri del Père-Lachaise, a la 16a divisió, i va donar la seva biblioteca i els seus arxius a l'Institut que ell havia contribuït a crear